# D-Block & S-te-Fan
D-Block & S-Te-Fan (Diederik Bakker y Stefan den Daas) son dos DJs y productores neerlandeses de hardstyle y electro house. Actualmente ocupan el lugar #108 en DJmag.

## Biografía
Se conocieron en el 2004, Bakker y den Daas y lanzaron su primer su primer sencillo como D-Block & S-te-Fan en 2005. D-Block & S-te-Fan publicó varias canciones en diversos sellos discográfico antes de firmar para Scantraxx y lanzando su propio subsello, Scantraxx Evolutionz, en el que publicarían sus canciones hasta 2014. Sobre su carrera, D-Block & S-te-Fan han actuado en algunos del más grandes festivales de hardstyle & dance en todo el mundo incluyendo, Thrillogy, Qlimax, Mysteryland, Decibel y en 2011 dirigieron su propio X-Qlusive. Bakker creció con su padre produciendo música electrónica, lo que le permitió aprender habilidades musicales muy temprano en su niñez. La inspiración de Daas' proviene del Happy Hardcore. También hicieron un remix de la canción "Blame it" de Headhunterz & Wildstylez  el cual estuvo presentado en el álbum Studio Sessions de Headhunterz' en 2010. 
En 2010 D-Block & S-te-Fan consiguieron alcanzar el número e #73 en el DJ Mag. Más tarde en 2011 D-Block & S-te-Fan subió 33 puestos en el ranking, colocándose en el número #40 en el DJ Mag.
Un año más tarde en 2012 D-Block & S-te-Fan cayó 24 puestos en el ranking y relegandose al puesto #64 en el DJ Mag.
Más recientemente en 2013 D-Block & S-te-Fan cayó 8 puestos más en el ranking y hasta el número #72. En 2015 D-Block & S-te-Fan se había hecho un nombre en el House bautizandose con las siglas DBSTF con el que lanzaron tres sencillos. Blasterjaxx colaboró con ellos para publicar la pista Beautiful World el 5 de enero de 2015, con la vocalista de británica Ryder en el sello discográfico de Hardwell Revealed Recordings. Lanzaron otra canción con Doorn, llamada Do Your Thing el 6 de abril de 2015. Publicaron otra nueva pista bajo el sello Mainstage Music con el dúo de Progressive House, Sick Individuals titulado Waiting for You el 3 de agosto de 2015.
En 2016, hizo colaboraciones con Jeffrey Sutorius (anteriormente conocido como Dash Berlin), en 2019 hizo una colaboración con el dúo holandés Blasterjaxx.

## Lanzamientos
| Año  | Título |
| ---- | --- |
| 2005 | Fresh New Beat - Lanzamiento: 23/11 - Sello: Danamite - Formato: 12″                                                                                           |
| 2006 | Dana Album Sampler - Lanzamiento: marzo - Sello: Danamite - Formato: 12″                                                                                       |
| 2006 | Keep It Coming / Our Way - Lanzamiento: 13/11 - Sello: Next Chapter - Formato: 12″                                                                             |
| 2007 | Guilty - Lanzamiento: 23/05 - Sello: Next Chapter - Formato: 12″                                                                                               |
| 2008 | Evolutionz / Part Of The Hard - Lanzamiento: 15/04 - Sello: Scantraxx Evolutionz - Formato: 12″                                                                |
| 2008 | Ride With Uz / Stronger - Lanzamiento: 4/6 - Sello: Scantraxx Evolutionz - Formato: 12″                                                                        |
| 2008 | Kingdom / Total Eclipz - Lanzamiento: 1/7 - Sello: Scantraxx Evolutionz - Formato: 12″                                                                         |
| 2009 | Creation Of Life - Featuring DJ Coone - Lanzamiento: 21/01 - Sello: Zoo Records - Formato: 12″                                                                 |
| 2009 | Music Made Addict / Shallow Planet - Lanzamiento: 30/03 - Sello: Scantraxx Evolutionz - Formato: 12″                                                           |
| 2009 | Rock Diz / In Other Wordz - Featuring Deepack - Lanzamiento: 04/09 - Sello: Scantraxx Evolutionz - Formato: 12″                                                |
| 2009 | Music Made Addictz - Lanzamiento: 25/09 - Sello: Cloud 9 Dance - Formato: CD                                                                                   |
| 2009 | Music Made Addictz - Album Sampler 001 - Lanzamiento: 05/10 - Sello: Scantraxx Evolutionz - Formato: 12″                                                       |
| 2009 | Music Made Addictz - Album Sampler 002 - Lanzamiento: 26/10 - Sello: Scantraxx Evolutionz - Formato: 12"                                                       |
| 2009 | The Nature Of Our Mind (Qlimax Anthem 2009) - Lanzamiento: 10/11 - Sello: Q-dance - Formato: 12″                                                               |
| 2009 | Music Made Addictz - Album Sampler 003 - Lanzamiento: 16/11 - Sello: Scantraxx Evolutionz - Formato: 12″                                                       |
| 2009 | Qlimax - The Nature Of Our Mind - Mix CD by D-Block & S-te-Fan - Lanzamiento: 27/11 - Sello: Dance Tunes BV - Formato: CD                                      |
| 2009 | Music Made Addictz - Album Sampler 004 - Lanzamiento: 14/12 - Sello: Scantraxx Evolutionz - Formato: 12″                                                       |
| 2010 | Together / Alone - Lanzamiento: 05/04 - Sello: Scantraxx Evolutionz - Formato: 12″ - nota: Último lanzamiento en vinilo con Scantraxx Evolutionz               |
| 2010 | A Decade of Dedication - Lanzamiento: 17/08 - Sello: Q-dance - Formato: Digital & 12″                                                                          |
| 2010 | Anger / Revelation - Lanzamiento: 03/09 - Sello: Scantraxx Evolutionz - Formato: Digital                                                                       |
| 2011 | RMX EP. Part 1 - Lanzamiento: 24/01 - Sello: Scantraxx Evolutionz - Formato: Digital                                                                           |
| 2011 | Rockin' Ur Mind (Álbum) - Lanzamiento: 29/01 - Sello: Scantraxx - Formato: Digital, CD                                                                         |
| 2011 | Loopmachine - Lanzamiento: 01/03 - Sello: Scantraxx Evolutionz - Formato: Digital                                                                              |
| 2011 | Speed Of Sound (As Isaac vs. D-Block & S-te-Fan) - Lanzamiento: 01/03 - Sello: X-Rate Records - Formato: Digital                                               |
| 2011 | Rockin' Ur Mind - Lanzamiento: 02/03 - Sello: Scantraxx Evolutionz - Formato: Digital                                                                          |
| 2011 | RMX EP. Part 2 - Lanzamiento: 29/04 - Sello: Scantraxx Evolutionz - Formato: Digital                                                                           |
| 2011 | Madhouse - Lanzamiento: 16/05 - Sello: Scantraxx Evolutionz - Formato: Digital - nota: con Zatox                                                               |
| 2011 | The Magical Mystery - Lanzamiento: 06/06 - Sello: Scantraxx Evolutionz - Formato: Digital - nota: Official Intents Festival Anthem 2011                        |
| 2011 | Underground Tacticz - Lanzamiento: 20/06 - Sello: Scantraxx Evolutionz - Formato: Digital                                                                      |
| 2011 | In The Air - Lanzamiento: 29/08 - Sello: X-Rate Records - Formato: Digital - nota: con Isaac                                                                   |
| 2011 | Show Me The Way - Lanzamiento: 20/09 - Sello: Scantraxx Evolutionz - Formato: Digital                                                                          |
| 2011 | Alone (2011 Refixx) - Lanzamiento: 07/11 - Sello: Scantraxx Evolutionz - Formato: Digital                                                                      |
| 2011 | The Dream Goes On - Lanzamiento: 10/11 - Sello: Hardcopy Records - Formato: Digital - nota: con Deepack                                                        |
| 2012 | Take Me There / Our Music - Lanzamiento: 13/04 - Sello: Scantraxx Evolutionz - Formato: Digital                                                                |
| 2012 | Young Ones (D-Block & S-te-Fan Remix) - Release: 31/08 - Sello: Scantraxx Evolutionz - Formato: Digital                                                        |
| 2012 | Rebel - Lanzamiento: 29/10 - Sello: Scantraxx Evolutionz - Formato: Digital                                                                                    |
| 2013 | Twisted Mind Fantasy - Lanzamiento: 11/01 - Sello: Scantraxx Evolutionz - Formato: Digital                                                                     |
| 2013 | X Gonna Give It To Ya - Lanzamiento: 15/02 - Sello: Scantraxx Evolutionz - Formato: Digital - nota: featuring. MC Villain                                      |
| 2013 | Save Our Dreams - Lanzamiento: 13/04 - Sello: Fusion Records - Formato: Digital - nota: featuring. The Pitcher & DV8 Rocks!                                    |
| 2013 | From The Hard E.P. - Lanzamiento: 24/06 - Sello: Scantraxx Evolutionz - Formato: Digital                                                                       |
| 2014 | Alive - Lanzamiento: 01/02 - Sello: Scantraxx Evolutionz - Formato: Digital - nota: con Isaac featuring. Chris Madin                                           |
| 2015 | Beautiful World - Lanzamiento: 05/01 (como DBSTF) - Sello: Revealed Recordings - Formato: Digital - nota: con Blasterjaxx featuring. Ryder                     |
| 2015 | Do Your Thing - Lanzamiento: 06/04 (como DBSTF) - Sello: Doorn Records - Formato: Digital                                                                      |
| 2015 | Waiting For You - Lanzamiento: 07/08 (como DBSTF) - Sello: Mainstage Music - Formato: Digital - nota: con Sick Individuals                                     |
| 2015 | Higher / Drop It Down - Lanzamiento: 02/11 - Sello: Scantraxx Evolutionz - Formato: Digital                                                                    |
| 2016 | Parnassia - Lanzamiento: 18/01 (como DBSTF) - Sello: Maxximize Records - Formato: Digital - nota: con Blasterjaxx                                              |
| 2016 | Into The Light - Lanzamiento: 07/03 (como DBSTF) - Sello: Revealed Recordings - Formato: Digital - nota: con Sick Individuals                                  |
| 2016 | AFREAKA - Lanzamiento: 07/03 (como DBSTF) - Sello: Mainstage Music - Formato: Digital                                                                          |
| 2016 | Gold - Lanzamiento: 10/06 (como DBSTF) - Sello: Armada - Formato: Digital - nota: con Dash Berlin featuring. Jake Reese, Waka Flocka & DJ Whoo Kid             |
| 2016 | Hit Me - Lanzamiento: 01/08 (como DBSTF) - Sello: Maxximize Records - Formato: Digital - nota: con Blasterjaxx featuring. Go Comet!                            |
| 2016 | Everything Changed (Official WiSH Outdoor 2016 Devoted Mix) - Lanzamiento: 17/08 (como DBSTF) - Sello: Armada Zouk - Formato: Digital                          |
| 2016 | Everything Changed (Official WiSH Outdoor 2016 Dedicated Anthem) - Lanzamiento: 17/08 - Sello: Scantraxx Evolutionz - Formato: Digital                         |
| 2016 | Temple - Lanzamiento: 29/08 (como DBSTF) - Sello: Mainstage Music - Formato: Digital - nota: Con Maurice West                                                  |
| 2017 | Noise - Lanzamiento: 17/01 (como DBSTF) - Sello: Spinnin' Records/Maxximize Records - Formato: Digital - nota: Con Dannic                                      |
| 2017 | Angels & Demons - Lanzamiento: 26/06 - Sello: Scantraxx Evolutionz - Formato: Digital                                                                          |
| 2017 | Antidote - Lanzamiento: 07/08 - Sello: Scantraxx Evolutionz - Formato: Digital                                                                                 |
| 2017 | Promised Land - Lanzamiento: 21/09 - Sello: Scantraxx Evolutionz - Formato: Digital                                                                            |
| 2017 | By Myself - Lanzamiento: 12/09 - Sello: Scantraxx Evolutionz/Mainstage Music - Formato: Digital                                                                |
| 2018 | Save Myself - Lanzamiento: 23/02 (como DBSTF) - Sello: Armada - Formato: Digital - nota: con Dash Berlin featuring. Josie Nelson                               |
| 2018 | Twilight Zone - Lanzamiento: 23/03 - Sello: Scantraxx Evolutionz - Formato: Digital                                                                            |
| 2018 | The Ultimate Celebration (Official Intents Festival 2018 Anthem) - Lanzamiento: 30/05 - Sello: Scantraxx Evolutionz - Formato: Digital - nota: Con Frequencerz |
| 2018 | We Don't Stop (Lights Out) - Lanzamiento: 22/06 - Sello: Scantraxx Evolutionz - Formato: Digital - nota: con Villain                                           |
| 2018 | Ghost Stories - Lanzamiento: 13/08 - Sello: Scantraxx Evolutionz - Formato: Digital                                                                            |
| 2018 | Gave U My Love - Lanzamiento: diciembre - Sello: Scantraxx Evolutionz - Formato: Digital                                                                       |
| 2019 | Forthenite - Lanzamiento: 20/02 - Sello: Scantraxx Evolutionz - Formato: Digital                                                                               |
| 2019 | Darkest Hour (The Clock) - Lanzamiento: 03/03 - Sello: Scantraxx Evolutionz - Formato: Digital - nota: Con Sub Zero Project                                    |
| 2019 | World Renowned - Lanzamiento: 29/04 - Sello: Scantraxx Evolutionz - Formato: Digital - nota: Con DJ Isaac                                                      |
| 2020 | Love On Fire - Lanzamiento: 30/03 - Sello: Rave Culture - Formato: Digital                                                                                     |